# Шифмана-3 захист (королівський Шифман)
Захист Шифмана-3 — ідея в шаховій композиції ортодоксального жанру. Суть ідеї — щоб відбити загрозу мату чорний король своїми ходами зв'язує свої фігури, в розрахунку на наступне непряме розв'язування її білими, якщо білі спробують втілити загрозу.

## Історія

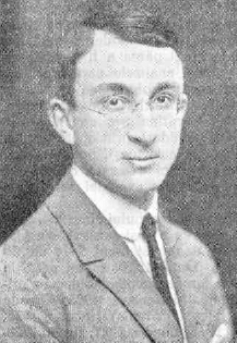
Ізраїль Абрам Шифман

Ця ідея є однією із форм захисту Шифмана, її запропонував румунський шаховий композитор Ізраїль Абрамович Шифман (27.09.1903 — 29.04.1930), до 1918 року жив в Одесі.
Після першого ходу білих виникає загроза оголошення мату чорному королю. Чорний король захищається від цієї загрози роблячи хід, який зв'язує чорну фігуру в розрахунку на те, що коли білі спробують оголосити мат, який був у загрозі, чорна зв'язана фігура буде опосередковано (непрямо) розв'язана і загроза буде відбита. В наступній грі білі оголошують мат в інший спосіб, як правило з використанням щойно зв'язаної чорної тематичної фігури.
Оскільки є інші задуми І. Шифмана, ця ідея дістала назву — захист Шифмана-3. Ця ідея в колах шахових композиторів іще має назву — королівський Шифман.
Ізраїль Шифман ще є співавтором теми Соли — Шифмана.
|   | a | b | c | d | e | f | g | h |   |
| 8 | e6 білий слон · f6 білий кінь · g6 чорний пішак · b5 чорний пішак · c5 чорний пішак · a4 чорна тура · g4 чорний слон · h4 біла тура · b3 чорний пішак · c3 білий пішак · d3 чорний король · g3 білий пішак · a2 чорна тура · c2 чорний пішак · e2 білий кінь · c1 білий слон · e1 біла тура · f1 білий ферзь · g1 білий король | e6 білий слон · f6 білий кінь · g6 чорний пішак · b5 чорний пішак · c5 чорний пішак · a4 чорна тура · g4 чорний слон · h4 біла тура · b3 чорний пішак · c3 білий пішак · d3 чорний король · g3 білий пішак · a2 чорна тура · c2 чорний пішак · e2 білий кінь · c1 білий слон · e1 біла тура · f1 білий ферзь · g1 білий король | e6 білий слон · f6 білий кінь · g6 чорний пішак · b5 чорний пішак · c5 чорний пішак · a4 чорна тура · g4 чорний слон · h4 біла тура · b3 чорний пішак · c3 білий пішак · d3 чорний король · g3 білий пішак · a2 чорна тура · c2 чорний пішак · e2 білий кінь · c1 білий слон · e1 біла тура · f1 білий ферзь · g1 білий король | e6 білий слон · f6 білий кінь · g6 чорний пішак · b5 чорний пішак · c5 чорний пішак · a4 чорна тура · g4 чорний слон · h4 біла тура · b3 чорний пішак · c3 білий пішак · d3 чорний король · g3 білий пішак · a2 чорна тура · c2 чорний пішак · e2 білий кінь · c1 білий слон · e1 біла тура · f1 білий ферзь · g1 білий король | e6 білий слон · f6 білий кінь · g6 чорний пішак · b5 чорний пішак · c5 чорний пішак · a4 чорна тура · g4 чорний слон · h4 біла тура · b3 чорний пішак · c3 білий пішак · d3 чорний король · g3 білий пішак · a2 чорна тура · c2 чорний пішак · e2 білий кінь · c1 білий слон · e1 біла тура · f1 білий ферзь · g1 білий король | e6 білий слон · f6 білий кінь · g6 чорний пішак · b5 чорний пішак · c5 чорний пішак · a4 чорна тура · g4 чорний слон · h4 біла тура · b3 чорний пішак · c3 білий пішак · d3 чорний король · g3 білий пішак · a2 чорна тура · c2 чорний пішак · e2 білий кінь · c1 білий слон · e1 біла тура · f1 білий ферзь · g1 білий король | e6 білий слон · f6 білий кінь · g6 чорний пішак · b5 чорний пішак · c5 чорний пішак · a4 чорна тура · g4 чорний слон · h4 біла тура · b3 чорний пішак · c3 білий пішак · d3 чорний король · g3 білий пішак · a2 чорна тура · c2 чорний пішак · e2 білий кінь · c1 білий слон · e1 біла тура · f1 білий ферзь · g1 білий король | e6 білий слон · f6 білий кінь · g6 чорний пішак · b5 чорний пішак · c5 чорний пішак · a4 чорна тура · g4 чорний слон · h4 біла тура · b3 чорний пішак · c3 білий пішак · d3 чорний король · g3 білий пішак · a2 чорна тура · c2 чорний пішак · e2 білий кінь · c1 білий слон · e1 біла тура · f1 білий ферзь · g1 білий король | 8 |
| 7 | e6 білий слон · f6 білий кінь · g6 чорний пішак · b5 чорний пішак · c5 чорний пішак · a4 чорна тура · g4 чорний слон · h4 біла тура · b3 чорний пішак · c3 білий пішак · d3 чорний король · g3 білий пішак · a2 чорна тура · c2 чорний пішак · e2 білий кінь · c1 білий слон · e1 біла тура · f1 білий ферзь · g1 білий король | e6 білий слон · f6 білий кінь · g6 чорний пішак · b5 чорний пішак · c5 чорний пішак · a4 чорна тура · g4 чорний слон · h4 біла тура · b3 чорний пішак · c3 білий пішак · d3 чорний король · g3 білий пішак · a2 чорна тура · c2 чорний пішак · e2 білий кінь · c1 білий слон · e1 біла тура · f1 білий ферзь · g1 білий король | e6 білий слон · f6 білий кінь · g6 чорний пішак · b5 чорний пішак · c5 чорний пішак · a4 чорна тура · g4 чорний слон · h4 біла тура · b3 чорний пішак · c3 білий пішак · d3 чорний король · g3 білий пішак · a2 чорна тура · c2 чорний пішак · e2 білий кінь · c1 білий слон · e1 біла тура · f1 білий ферзь · g1 білий король | e6 білий слон · f6 білий кінь · g6 чорний пішак · b5 чорний пішак · c5 чорний пішак · a4 чорна тура · g4 чорний слон · h4 біла тура · b3 чорний пішак · c3 білий пішак · d3 чорний король · g3 білий пішак · a2 чорна тура · c2 чорний пішак · e2 білий кінь · c1 білий слон · e1 біла тура · f1 білий ферзь · g1 білий король | e6 білий слон · f6 білий кінь · g6 чорний пішак · b5 чорний пішак · c5 чорний пішак · a4 чорна тура · g4 чорний слон · h4 біла тура · b3 чорний пішак · c3 білий пішак · d3 чорний король · g3 білий пішак · a2 чорна тура · c2 чорний пішак · e2 білий кінь · c1 білий слон · e1 біла тура · f1 білий ферзь · g1 білий король | e6 білий слон · f6 білий кінь · g6 чорний пішак · b5 чорний пішак · c5 чорний пішак · a4 чорна тура · g4 чорний слон · h4 біла тура · b3 чорний пішак · c3 білий пішак · d3 чорний король · g3 білий пішак · a2 чорна тура · c2 чорний пішак · e2 білий кінь · c1 білий слон · e1 біла тура · f1 білий ферзь · g1 білий король | e6 білий слон · f6 білий кінь · g6 чорний пішак · b5 чорний пішак · c5 чорний пішак · a4 чорна тура · g4 чорний слон · h4 біла тура · b3 чорний пішак · c3 білий пішак · d3 чорний король · g3 білий пішак · a2 чорна тура · c2 чорний пішак · e2 білий кінь · c1 білий слон · e1 біла тура · f1 білий ферзь · g1 білий король | e6 білий слон · f6 білий кінь · g6 чорний пішак · b5 чорний пішак · c5 чорний пішак · a4 чорна тура · g4 чорний слон · h4 біла тура · b3 чорний пішак · c3 білий пішак · d3 чорний король · g3 білий пішак · a2 чорна тура · c2 чорний пішак · e2 білий кінь · c1 білий слон · e1 біла тура · f1 білий ферзь · g1 білий король | 7 |
| 6 | e6 білий слон · f6 білий кінь · g6 чорний пішак · b5 чорний пішак · c5 чорний пішак · a4 чорна тура · g4 чорний слон · h4 біла тура · b3 чорний пішак · c3 білий пішак · d3 чорний король · g3 білий пішак · a2 чорна тура · c2 чорний пішак · e2 білий кінь · c1 білий слон · e1 біла тура · f1 білий ферзь · g1 білий король | e6 білий слон · f6 білий кінь · g6 чорний пішак · b5 чорний пішак · c5 чорний пішак · a4 чорна тура · g4 чорний слон · h4 біла тура · b3 чорний пішак · c3 білий пішак · d3 чорний король · g3 білий пішак · a2 чорна тура · c2 чорний пішак · e2 білий кінь · c1 білий слон · e1 біла тура · f1 білий ферзь · g1 білий король | e6 білий слон · f6 білий кінь · g6 чорний пішак · b5 чорний пішак · c5 чорний пішак · a4 чорна тура · g4 чорний слон · h4 біла тура · b3 чорний пішак · c3 білий пішак · d3 чорний король · g3 білий пішак · a2 чорна тура · c2 чорний пішак · e2 білий кінь · c1 білий слон · e1 біла тура · f1 білий ферзь · g1 білий король | e6 білий слон · f6 білий кінь · g6 чорний пішак · b5 чорний пішак · c5 чорний пішак · a4 чорна тура · g4 чорний слон · h4 біла тура · b3 чорний пішак · c3 білий пішак · d3 чорний король · g3 білий пішак · a2 чорна тура · c2 чорний пішак · e2 білий кінь · c1 білий слон · e1 біла тура · f1 білий ферзь · g1 білий король | e6 білий слон · f6 білий кінь · g6 чорний пішак · b5 чорний пішак · c5 чорний пішак · a4 чорна тура · g4 чорний слон · h4 біла тура · b3 чорний пішак · c3 білий пішак · d3 чорний король · g3 білий пішак · a2 чорна тура · c2 чорний пішак · e2 білий кінь · c1 білий слон · e1 біла тура · f1 білий ферзь · g1 білий король | e6 білий слон · f6 білий кінь · g6 чорний пішак · b5 чорний пішак · c5 чорний пішак · a4 чорна тура · g4 чорний слон · h4 біла тура · b3 чорний пішак · c3 білий пішак · d3 чорний король · g3 білий пішак · a2 чорна тура · c2 чорний пішак · e2 білий кінь · c1 білий слон · e1 біла тура · f1 білий ферзь · g1 білий король | e6 білий слон · f6 білий кінь · g6 чорний пішак · b5 чорний пішак · c5 чорний пішак · a4 чорна тура · g4 чорний слон · h4 біла тура · b3 чорний пішак · c3 білий пішак · d3 чорний король · g3 білий пішак · a2 чорна тура · c2 чорний пішак · e2 білий кінь · c1 білий слон · e1 біла тура · f1 білий ферзь · g1 білий король | e6 білий слон · f6 білий кінь · g6 чорний пішак · b5 чорний пішак · c5 чорний пішак · a4 чорна тура · g4 чорний слон · h4 біла тура · b3 чорний пішак · c3 білий пішак · d3 чорний король · g3 білий пішак · a2 чорна тура · c2 чорний пішак · e2 білий кінь · c1 білий слон · e1 біла тура · f1 білий ферзь · g1 білий король | 6 |
| 5 | e6 білий слон · f6 білий кінь · g6 чорний пішак · b5 чорний пішак · c5 чорний пішак · a4 чорна тура · g4 чорний слон · h4 біла тура · b3 чорний пішак · c3 білий пішак · d3 чорний король · g3 білий пішак · a2 чорна тура · c2 чорний пішак · e2 білий кінь · c1 білий слон · e1 біла тура · f1 білий ферзь · g1 білий король | e6 білий слон · f6 білий кінь · g6 чорний пішак · b5 чорний пішак · c5 чорний пішак · a4 чорна тура · g4 чорний слон · h4 біла тура · b3 чорний пішак · c3 білий пішак · d3 чорний король · g3 білий пішак · a2 чорна тура · c2 чорний пішак · e2 білий кінь · c1 білий слон · e1 біла тура · f1 білий ферзь · g1 білий король | e6 білий слон · f6 білий кінь · g6 чорний пішак · b5 чорний пішак · c5 чорний пішак · a4 чорна тура · g4 чорний слон · h4 біла тура · b3 чорний пішак · c3 білий пішак · d3 чорний король · g3 білий пішак · a2 чорна тура · c2 чорний пішак · e2 білий кінь · c1 білий слон · e1 біла тура · f1 білий ферзь · g1 білий король | e6 білий слон · f6 білий кінь · g6 чорний пішак · b5 чорний пішак · c5 чорний пішак · a4 чорна тура · g4 чорний слон · h4 біла тура · b3 чорний пішак · c3 білий пішак · d3 чорний король · g3 білий пішак · a2 чорна тура · c2 чорний пішак · e2 білий кінь · c1 білий слон · e1 біла тура · f1 білий ферзь · g1 білий король | e6 білий слон · f6 білий кінь · g6 чорний пішак · b5 чорний пішак · c5 чорний пішак · a4 чорна тура · g4 чорний слон · h4 біла тура · b3 чорний пішак · c3 білий пішак · d3 чорний король · g3 білий пішак · a2 чорна тура · c2 чорний пішак · e2 білий кінь · c1 білий слон · e1 біла тура · f1 білий ферзь · g1 білий король | e6 білий слон · f6 білий кінь · g6 чорний пішак · b5 чорний пішак · c5 чорний пішак · a4 чорна тура · g4 чорний слон · h4 біла тура · b3 чорний пішак · c3 білий пішак · d3 чорний король · g3 білий пішак · a2 чорна тура · c2 чорний пішак · e2 білий кінь · c1 білий слон · e1 біла тура · f1 білий ферзь · g1 білий король | e6 білий слон · f6 білий кінь · g6 чорний пішак · b5 чорний пішак · c5 чорний пішак · a4 чорна тура · g4 чорний слон · h4 біла тура · b3 чорний пішак · c3 білий пішак · d3 чорний король · g3 білий пішак · a2 чорна тура · c2 чорний пішак · e2 білий кінь · c1 білий слон · e1 біла тура · f1 білий ферзь · g1 білий король | e6 білий слон · f6 білий кінь · g6 чорний пішак · b5 чорний пішак · c5 чорний пішак · a4 чорна тура · g4 чорний слон · h4 біла тура · b3 чорний пішак · c3 білий пішак · d3 чорний король · g3 білий пішак · a2 чорна тура · c2 чорний пішак · e2 білий кінь · c1 білий слон · e1 біла тура · f1 білий ферзь · g1 білий король | 5 |
| 4 | e6 білий слон · f6 білий кінь · g6 чорний пішак · b5 чорний пішак · c5 чорний пішак · a4 чорна тура · g4 чорний слон · h4 біла тура · b3 чорний пішак · c3 білий пішак · d3 чорний король · g3 білий пішак · a2 чорна тура · c2 чорний пішак · e2 білий кінь · c1 білий слон · e1 біла тура · f1 білий ферзь · g1 білий король | e6 білий слон · f6 білий кінь · g6 чорний пішак · b5 чорний пішак · c5 чорний пішак · a4 чорна тура · g4 чорний слон · h4 біла тура · b3 чорний пішак · c3 білий пішак · d3 чорний король · g3 білий пішак · a2 чорна тура · c2 чорний пішак · e2 білий кінь · c1 білий слон · e1 біла тура · f1 білий ферзь · g1 білий король | e6 білий слон · f6 білий кінь · g6 чорний пішак · b5 чорний пішак · c5 чорний пішак · a4 чорна тура · g4 чорний слон · h4 біла тура · b3 чорний пішак · c3 білий пішак · d3 чорний король · g3 білий пішак · a2 чорна тура · c2 чорний пішак · e2 білий кінь · c1 білий слон · e1 біла тура · f1 білий ферзь · g1 білий король | e6 білий слон · f6 білий кінь · g6 чорний пішак · b5 чорний пішак · c5 чорний пішак · a4 чорна тура · g4 чорний слон · h4 біла тура · b3 чорний пішак · c3 білий пішак · d3 чорний король · g3 білий пішак · a2 чорна тура · c2 чорний пішак · e2 білий кінь · c1 білий слон · e1 біла тура · f1 білий ферзь · g1 білий король | e6 білий слон · f6 білий кінь · g6 чорний пішак · b5 чорний пішак · c5 чорний пішак · a4 чорна тура · g4 чорний слон · h4 біла тура · b3 чорний пішак · c3 білий пішак · d3 чорний король · g3 білий пішак · a2 чорна тура · c2 чорний пішак · e2 білий кінь · c1 білий слон · e1 біла тура · f1 білий ферзь · g1 білий король | e6 білий слон · f6 білий кінь · g6 чорний пішак · b5 чорний пішак · c5 чорний пішак · a4 чорна тура · g4 чорний слон · h4 біла тура · b3 чорний пішак · c3 білий пішак · d3 чорний король · g3 білий пішак · a2 чорна тура · c2 чорний пішак · e2 білий кінь · c1 білий слон · e1 біла тура · f1 білий ферзь · g1 білий король | e6 білий слон · f6 білий кінь · g6 чорний пішак · b5 чорний пішак · c5 чорний пішак · a4 чорна тура · g4 чорний слон · h4 біла тура · b3 чорний пішак · c3 білий пішак · d3 чорний король · g3 білий пішак · a2 чорна тура · c2 чорний пішак · e2 білий кінь · c1 білий слон · e1 біла тура · f1 білий ферзь · g1 білий король | e6 білий слон · f6 білий кінь · g6 чорний пішак · b5 чорний пішак · c5 чорний пішак · a4 чорна тура · g4 чорний слон · h4 біла тура · b3 чорний пішак · c3 білий пішак · d3 чорний король · g3 білий пішак · a2 чорна тура · c2 чорний пішак · e2 білий кінь · c1 білий слон · e1 біла тура · f1 білий ферзь · g1 білий король | 4 |
| 3 | e6 білий слон · f6 білий кінь · g6 чорний пішак · b5 чорний пішак · c5 чорний пішак · a4 чорна тура · g4 чорний слон · h4 біла тура · b3 чорний пішак · c3 білий пішак · d3 чорний король · g3 білий пішак · a2 чорна тура · c2 чорний пішак · e2 білий кінь · c1 білий слон · e1 біла тура · f1 білий ферзь · g1 білий король | e6 білий слон · f6 білий кінь · g6 чорний пішак · b5 чорний пішак · c5 чорний пішак · a4 чорна тура · g4 чорний слон · h4 біла тура · b3 чорний пішак · c3 білий пішак · d3 чорний король · g3 білий пішак · a2 чорна тура · c2 чорний пішак · e2 білий кінь · c1 білий слон · e1 біла тура · f1 білий ферзь · g1 білий король | e6 білий слон · f6 білий кінь · g6 чорний пішак · b5 чорний пішак · c5 чорний пішак · a4 чорна тура · g4 чорний слон · h4 біла тура · b3 чорний пішак · c3 білий пішак · d3 чорний король · g3 білий пішак · a2 чорна тура · c2 чорний пішак · e2 білий кінь · c1 білий слон · e1 біла тура · f1 білий ферзь · g1 білий король | e6 білий слон · f6 білий кінь · g6 чорний пішак · b5 чорний пішак · c5 чорний пішак · a4 чорна тура · g4 чорний слон · h4 біла тура · b3 чорний пішак · c3 білий пішак · d3 чорний король · g3 білий пішак · a2 чорна тура · c2 чорний пішак · e2 білий кінь · c1 білий слон · e1 біла тура · f1 білий ферзь · g1 білий король | e6 білий слон · f6 білий кінь · g6 чорний пішак · b5 чорний пішак · c5 чорний пішак · a4 чорна тура · g4 чорний слон · h4 біла тура · b3 чорний пішак · c3 білий пішак · d3 чорний король · g3 білий пішак · a2 чорна тура · c2 чорний пішак · e2 білий кінь · c1 білий слон · e1 біла тура · f1 білий ферзь · g1 білий король | e6 білий слон · f6 білий кінь · g6 чорний пішак · b5 чорний пішак · c5 чорний пішак · a4 чорна тура · g4 чорний слон · h4 біла тура · b3 чорний пішак · c3 білий пішак · d3 чорний король · g3 білий пішак · a2 чорна тура · c2 чорний пішак · e2 білий кінь · c1 білий слон · e1 біла тура · f1 білий ферзь · g1 білий король | e6 білий слон · f6 білий кінь · g6 чорний пішак · b5 чорний пішак · c5 чорний пішак · a4 чорна тура · g4 чорний слон · h4 біла тура · b3 чорний пішак · c3 білий пішак · d3 чорний король · g3 білий пішак · a2 чорна тура · c2 чорний пішак · e2 білий кінь · c1 білий слон · e1 біла тура · f1 білий ферзь · g1 білий король | e6 білий слон · f6 білий кінь · g6 чорний пішак · b5 чорний пішак · c5 чорний пішак · a4 чорна тура · g4 чорний слон · h4 біла тура · b3 чорний пішак · c3 білий пішак · d3 чорний король · g3 білий пішак · a2 чорна тура · c2 чорний пішак · e2 білий кінь · c1 білий слон · e1 біла тура · f1 білий ферзь · g1 білий король | 3 |
| 2 | e6 білий слон · f6 білий кінь · g6 чорний пішак · b5 чорний пішак · c5 чорний пішак · a4 чорна тура · g4 чорний слон · h4 біла тура · b3 чорний пішак · c3 білий пішак · d3 чорний король · g3 білий пішак · a2 чорна тура · c2 чорний пішак · e2 білий кінь · c1 білий слон · e1 біла тура · f1 білий ферзь · g1 білий король | e6 білий слон · f6 білий кінь · g6 чорний пішак · b5 чорний пішак · c5 чорний пішак · a4 чорна тура · g4 чорний слон · h4 біла тура · b3 чорний пішак · c3 білий пішак · d3 чорний король · g3 білий пішак · a2 чорна тура · c2 чорний пішак · e2 білий кінь · c1 білий слон · e1 біла тура · f1 білий ферзь · g1 білий король | e6 білий слон · f6 білий кінь · g6 чорний пішак · b5 чорний пішак · c5 чорний пішак · a4 чорна тура · g4 чорний слон · h4 біла тура · b3 чорний пішак · c3 білий пішак · d3 чорний король · g3 білий пішак · a2 чорна тура · c2 чорний пішак · e2 білий кінь · c1 білий слон · e1 біла тура · f1 білий ферзь · g1 білий король | e6 білий слон · f6 білий кінь · g6 чорний пішак · b5 чорний пішак · c5 чорний пішак · a4 чорна тура · g4 чорний слон · h4 біла тура · b3 чорний пішак · c3 білий пішак · d3 чорний король · g3 білий пішак · a2 чорна тура · c2 чорний пішак · e2 білий кінь · c1 білий слон · e1 біла тура · f1 білий ферзь · g1 білий король | e6 білий слон · f6 білий кінь · g6 чорний пішак · b5 чорний пішак · c5 чорний пішак · a4 чорна тура · g4 чорний слон · h4 біла тура · b3 чорний пішак · c3 білий пішак · d3 чорний король · g3 білий пішак · a2 чорна тура · c2 чорний пішак · e2 білий кінь · c1 білий слон · e1 біла тура · f1 білий ферзь · g1 білий король | e6 білий слон · f6 білий кінь · g6 чорний пішак · b5 чорний пішак · c5 чорний пішак · a4 чорна тура · g4 чорний слон · h4 біла тура · b3 чорний пішак · c3 білий пішак · d3 чорний король · g3 білий пішак · a2 чорна тура · c2 чорний пішак · e2 білий кінь · c1 білий слон · e1 біла тура · f1 білий ферзь · g1 білий король | e6 білий слон · f6 білий кінь · g6 чорний пішак · b5 чорний пішак · c5 чорний пішак · a4 чорна тура · g4 чорний слон · h4 біла тура · b3 чорний пішак · c3 білий пішак · d3 чорний король · g3 білий пішак · a2 чорна тура · c2 чорний пішак · e2 білий кінь · c1 білий слон · e1 біла тура · f1 білий ферзь · g1 білий король | e6 білий слон · f6 білий кінь · g6 чорний пішак · b5 чорний пішак · c5 чорний пішак · a4 чорна тура · g4 чорний слон · h4 біла тура · b3 чорний пішак · c3 білий пішак · d3 чорний король · g3 білий пішак · a2 чорна тура · c2 чорний пішак · e2 білий кінь · c1 білий слон · e1 біла тура · f1 білий ферзь · g1 білий король | 2 |
| 1 | e6 білий слон · f6 білий кінь · g6 чорний пішак · b5 чорний пішак · c5 чорний пішак · a4 чорна тура · g4 чорний слон · h4 біла тура · b3 чорний пішак · c3 білий пішак · d3 чорний король · g3 білий пішак · a2 чорна тура · c2 чорний пішак · e2 білий кінь · c1 білий слон · e1 біла тура · f1 білий ферзь · g1 білий король | e6 білий слон · f6 білий кінь · g6 чорний пішак · b5 чорний пішак · c5 чорний пішак · a4 чорна тура · g4 чорний слон · h4 біла тура · b3 чорний пішак · c3 білий пішак · d3 чорний король · g3 білий пішак · a2 чорна тура · c2 чорний пішак · e2 білий кінь · c1 білий слон · e1 біла тура · f1 білий ферзь · g1 білий король | e6 білий слон · f6 білий кінь · g6 чорний пішак · b5 чорний пішак · c5 чорний пішак · a4 чорна тура · g4 чорний слон · h4 біла тура · b3 чорний пішак · c3 білий пішак · d3 чорний король · g3 білий пішак · a2 чорна тура · c2 чорний пішак · e2 білий кінь · c1 білий слон · e1 біла тура · f1 білий ферзь · g1 білий король | e6 білий слон · f6 білий кінь · g6 чорний пішак · b5 чорний пішак · c5 чорний пішак · a4 чорна тура · g4 чорний слон · h4 біла тура · b3 чорний пішак · c3 білий пішак · d3 чорний король · g3 білий пішак · a2 чорна тура · c2 чорний пішак · e2 білий кінь · c1 білий слон · e1 біла тура · f1 білий ферзь · g1 білий король | e6 білий слон · f6 білий кінь · g6 чорний пішак · b5 чорний пішак · c5 чорний пішак · a4 чорна тура · g4 чорний слон · h4 біла тура · b3 чорний пішак · c3 білий пішак · d3 чорний король · g3 білий пішак · a2 чорна тура · c2 чорний пішак · e2 білий кінь · c1 білий слон · e1 біла тура · f1 білий ферзь · g1 білий король | e6 білий слон · f6 білий кінь · g6 чорний пішак · b5 чорний пішак · c5 чорний пішак · a4 чорна тура · g4 чорний слон · h4 біла тура · b3 чорний пішак · c3 білий пішак · d3 чорний король · g3 білий пішак · a2 чорна тура · c2 чорний пішак · e2 білий кінь · c1 білий слон · e1 біла тура · f1 білий ферзь · g1 білий король | e6 білий слон · f6 білий кінь · g6 чорний пішак · b5 чорний пішак · c5 чорний пішак · a4 чорна тура · g4 чорний слон · h4 біла тура · b3 чорний пішак · c3 білий пішак · d3 чорний король · g3 білий пішак · a2 чорна тура · c2 чорний пішак · e2 білий кінь · c1 білий слон · e1 біла тура · f1 білий ферзь · g1 білий король | e6 білий слон · f6 білий кінь · g6 чорний пішак · b5 чорний пішак · c5 чорний пішак · a4 чорна тура · g4 чорний слон · h4 біла тура · b3 чорний пішак · c3 білий пішак · d3 чорний король · g3 білий пішак · a2 чорна тура · c2 чорний пішак · e2 білий кінь · c1 білий слон · e1 біла тура · f1 білий ферзь · g1 білий король | 1 |
|   | a | b | c | d | e | f | g | h |   |

FEN: 8/8/4BNp1/1pp5/r5bR/1pPk2P1/r1p1N3/2B1RQK1

1. Sd5! ~ 2. Sef4#
1. ... Kc4 2. Sb4#
1. ... Ke4 2. Sd4#
Після вступного ходу білих виникає загроза мату відходом коня на поле «f4». Чорні, розраховуючи, що білі робитимуть задуманий хід, рухаються королем на четверту горизонталь, зв'язуючи свого слона, сподіваючись, що він буде розв'язаний при наступному ході білих. Білі оголошують мати іншими ходами на зв'язку цього слона.